# Forêt nationale de Sabine
La forêt nationale de Sabine est une forêt fédérale protégée situé dans l'est du Texas, près de la frontière avec la Louisiane, aux États-Unis.
Elle s'étend sur une surface de 650 km2, et a été créée en 1935.